# Kubitzkia mezii
Kubitzkia mezii là loài thực vật có hoa trong họ Nguyệt quế. Loài này được (Kosterm.) van der Werff miêu tả khoa học đầu tiên năm 1986.